# Radio-télévision du Portugal
Pour les articles homonymes, voir RTP.
La Rádio e Televisão de Portugal (Radio-télévision du Portugal, abrégé en RTP) est le service public de radio et de télévision portugaise.
La RTP est membre de l'Union européenne de radio-télévision,  de l'Organisation des télécommunications ibéro-américaines et actionnaire de la chaîne d'information Euronews.

## Histoire

### Radio-télévision du Portugal
Sur initiative du gouvernement, la création de la RTP – Radiotelevisão Portuguesa, SARL est effective au 15 décembre 1955, avec un capital réparti entre l’État, des émetteurs de radio privés (Rádio Clube Português et Rádio Renascença), et des particuliers.
Les premières émissions expérimentales de télévision de la RTP (ultérieurement connue comme RTP1) débutèrent en 1956 à Lisbonne. Les premières émissions régulières débutèrent seulement le 7 mars 1957 pour environ 65 % de la population. En octobre 1959, la RTP devint membre de l’UER et finit par transmettre dans tout le pays au milieu des années 1960.
Le 25 décembre 1968, fut créée la seconde chaîne, la RTP2.
Deux nouvelles chaînes furent développées pour les archipels : 
- RTP Madeira le 6 août 1972 ;
- RTP Açores le 10 août 1975.

Elle fut nationalisée après la révolution des Œillets, en 1975, en se transformant en une entreprise publique Radiotelevisão Portuguesa, EP, selon le décret-loi no 674-D/75 du 2 décembre 1975.
Les émissions en couleur débutèrent le 7 mars 1980.
Le 10 juin 1992, commencèrent les émissions de RTP Internacional, en langue portugaise.
Le 14 août 1992, la RTP changea à nouveau de statut, en devenant une société anonyme avec des capitaux entièrement publics (a Radiotelevisão Portuguesa, S.A.).
En avril 1996, la RTP adopte un nouveau logo corporate. Les chaines adoptent le logo décliné par code couleur: Bleu pour Canal 1 qui devient RTP1 avec ce changement de logo, Orange pour TV2 qui devient RTP2, Rouge pour RTP Açores et Jaune pour RTP Madeira. RTPi réadapte son logo de 1992 avec le nouveau logo au même moment.
Le 7 janvier 1998, commencèrent les émissions régulières de la RTP África, à destination des habitants lusophones d’Angola, Cap-Vert, Guinée-Bissau, Mozambique et Sao Tomé-et-Principe.
Le 11 mai 2000, la RTP, avec la Radiodifusão Portuguesa (RDP) et l’Agência de Notícias de Portugal, fait partie de la SA dénommée Portugal Global, SGPS, S.A.. Cette Portugal Global fut dissoute le 22 août 2003, avec la transformation de l’ancienne Radiotelevisão Portuguesa, S. A., en une société de gestion de participation sociale, dénommée Rádio e Televisão de Portugal, SGPS, S. A..
Le 27 janvier 2002, RTP1 et RTP2 changent de logo, se sérapant radicalement du logo actuel de la RTP. C'est à cette date que le groupe est passé à la vitesse supérieure. La RTP récupère certains présentateurs de la SIC dont José Alberto Carvalho qui est aujourd'hui, le directeur de l'information du groupe TVI
Le 5 janvier 2004, la RTP2 a donné naissance à une nouvelle chaîne dénommée 2: (appelée aussi A duas « la deux »). 2: est redevenue RTP2 le 19 mars 2007.
Le 31 mars 2004, pour les 47 ans du groupe, la RTP change radicalement de logo pour adopter le logo actuel.
Le 7 mars 2007 la RTP a fêté ses cinquante ans.
Lors des Jeux olympiques d'été de 2008, la RTP a lancé sur le réseau câblé, RTP HD.
Le 7 mars 2011, la RTP avait prévu de lancer la troisième chaîne thématique du service public, consacrée à la musique, mais ce projet est encore suspendu. RTP Música.
Le 7 mars 2017 la RTP a fêté ses soixante ans.

### Crise et réorganisation
En 2002, à la suite de la crise traversée par cette entreprise publique, le gouvernement a défini des orientations stratégiques pour RTP et RDP (radio), dans le document “Novas Opções para o Audiovisual”, présenté en décembre 2002. Ces objectifs figurent dans la nouvelle loi sur la télévision de septembre 2003 et dans le nouveau contrat de concession de service public.
- RTP :
  - maintenir un canal national à vocation généraliste (RTP1), orienté vers une programmation véritable de service public.
  - développer un nouveau concept pour RTP2, en s’ouvrant à une participation active de la société civile et en facilitant avec les partenaires sélectionnés la possibilité d’établir une voie de communication directe avec le public.
  - développer de nouveaux concepts de télévision par câble : un canal consacré à l’information régionale, en accroissant la capacité de production d’information des délégations régionales ; un canal consacré à la diffusion des archives historiques de la RTP.
  - préparer l’autonomie des deux canaux RTP Açores et Madeira à travers la création d’entreprises régionales de télévision.
  - développer la RTP Internacional et África, en améliorant sa programmation et en accentuant sa défense de la langue et la culture portugaise à travers le monde.
  - préparer le transfert des archives historiques de la RTP à l’Arquivo Nacional das Imagens em Movimento (ANIM).
  - préparer la télévision publique aux défis futurs (numérique, multimédias).

- RDP :
  - maintenir les trois antennes nationales, avec des objectifs différenciés : dynamisation des contenus sur Antena 1, surtout dans le domaine de l’info ; dynamisation de la programmation sur Antena 2, afin de faciliter le rajeunissement du public ; développement d'Antena 3, orientée vers les public les plus jeunes.
  - maintenir les autres antennes de la RDP avec leurs missions respectives : antennes régionales des Açores et de Madère ; antennes internationales.

Objectif financier : réduire les coûts de fonctionnement de la RTP et de RDP à 110 millions d’euros par an, à partir de 2003.

## Services
La RTP propose 5 services de radio (hors webradios) et 8 services de télévisions. En complément, elle offre un service de replay audio/vidéo nommé RTP Play ainsi qu'un portail d'actualités en ligne.

### Radio
- Antena 1, radio à dominante parlée avec une grande place réservée à l'information, au sport et à la musique locale.
- Antena 2, radio culturelle majoritairement consacrée à la musique classique.
- Antena 3, radio musicale destinée à un public jeune, avec une place importante à la musique alternative.
- RDP Internacional, radio internationale.
- RDP África, déclinaison de RDP Internacional à destination de la lusophonie africaine.

### Télévision
- RTP 1, chaine généraliste
- RTP 2, chaine culturelle sans publicité
- RTP 3, chaine d'information continue
- RTP Memoria, chaine consacrée aux archives de la RTP et aux classiques de la télévision
- RTP Madeira, déclinaison régionale de RTP 1 à Madère
- RTP Açores, déclinaison régionale de RTP 1 aux Açores
- RTP Internacional, chaine internationale, avec 3 déclinaisons : RTPi Europa, RTPi América et RTPi Ásia.
- RTP África, chaine destinée aux communautés lusophones africaines

## Identité visuelle

### Historique des logos

Logo de RTP du 31 mars 2004 au 4 octobre 2015
Logo de RTP depuis le 5 octobre 2015

## Système de classification
Tout comme les autres chaînes nationales publiques et privées généralistes (RTP1, RTP2, TVI, etc.), la RTP utilise un système de classification pour chaque émission diffusée à l'antenne. Cependant, certaines chaînes du câble peuvent utiliser le système de classification espagnol.
| Icône | Niveau | Niveau   | Description                         |
| ----- | ------ | -------- | ----------------------------------- |
|       | 1      | TODOS    | Tous publics                        |
|       | 2      | 10AP     | Déconseillé aux moins de 10 ans     |
|       | 3      | 12AP     | Déconseillé aux moins de 12 ans     |
|       | 4      | 16       | Déconseillé aux moins de 16 ans*    |
|       | 5      | 16 ou 18 | Interdit aux moins de 16 ou 18 ans. |

*s'affiche pendant 10 secondes et devient par après l'icône du niveau 5.